# Scopula limbata
Scopula limbata là một loài bướm đêm trong họ Geometridae.